# Równania Cauchy’ego-Riemanna
Równania Cauchy’ego-Riemanna – dwa równania różniczkowe cząstkowe noszące nazwiska Augustina Cauchy’ego i Bernharda Riemanna będące warunkami koniecznym i dostatecznym na to, aby funkcja różniczkowalna była holomorficzna w zbiorze otwartym.
Układ tych równań pojawił się po raz pierwszy w pracy Jeana le Ronda d’Alemberta. Później Leonhard Euler odkrył związek tego układu z funkcjami analitycznymi. Następnie Cauchy wykorzystał te równania, by skonstruować swoją teorię funkcji. Rozprawa Riemanna o teorii funkcji pojawiła się w 1851 roku.

## Równania
Równania Cauchy’ego-Riemanna dla pary funkcji {\displaystyle u(x,y)} oraz {\displaystyle v(x,y)} o wartościach rzeczywistych to para równań:
{\displaystyle \mathrm {(1a)} \qquad {\frac {\partial u}{\partial x}}={\frac {\partial v}{\partial y}}}
oraz
{\displaystyle \mathrm {(1b)} \qquad {\frac {\partial u}{\partial y}}=-{\frac {\partial v}{\partial x}}.}
Zwykle {\displaystyle u,v} wybiera się jako części odpowiednio rzeczywistą i urojoną funkcji {\displaystyle f(x+iy)=u(x,y)+iv(x,y)} o wartościach zespolonych. 

## Twierdzenie nt. holomorficzności funkcji
Jeżeli funkcje rzeczywiste {\displaystyle u(x,y)} oraz {\displaystyle v(x,y)} są różniczkowalne w sposób ciągły na podzbiorze otwartym {\displaystyle \mathbb {C} ,} to funkcja zespolona {\displaystyle f(x+iy)=u(x,y)+iv(x,y)} jest holomorficzna wtedy i tylko wtedy, gdy pochodne cząstkowe {\displaystyle u} i {\displaystyle v} spełniają równania (1a) i (1b) Cauchy’ego-Riemanna.
Warunki Cauchy’ego-Riemanna stanowią więc warunki konieczne i dostateczne na holomorficzność funkcji zespolonej.

## Interpretacja i inne sformułowania
Wspomniane równania są jednym ze sposobów spojrzenia na warunek różniczkowalności w sensie zespolonym (holomorficzności). Innymi słowy wyrażają one pojęcie funkcji zmiennej zespolonej za pomocą standardowego rachunku różniczkowego. Istnieje kilka innych, zasadniczych sposobów postrzegania tego terminu, jednak wymaga się wtedy tłumaczenia wspomnianego warunku na język innych działów matematyki.

### Odwzorowania konforemne
Równania Cauchy’ego-Riemanna mogą być wyrażone w formie zespolonej:
{\displaystyle {\mbox{(2)}}\qquad i{\frac {\partial f}{\partial x}}={\frac {\partial f}{\partial y}}.}
Przedstawione w ten sposób równania odpowiadają strukturalnie warunkowi, że macierz Jacobiego jest postaci
{\displaystyle {\begin{bmatrix}a&-b\\b&\;\;a\end{bmatrix}},}
gdzie {\displaystyle a={\tfrac {\partial u}{\partial x}}={\tfrac {\partial v}{\partial y}}} oraz {\displaystyle b={\tfrac {\partial v}{\partial x}}=-{\tfrac {\partial u}{\partial y}}.} Macierz tej postaci jest reprezentacją macierzową liczby zespolonej. Geometrycznie taka macierz jest zawsze złożeniem obrotu ze skalowaniem, w szczególności: zachowującym kąty. Stąd funkcja spełniająca równania Cauchy’ego-Riemanna, o niezerowej pochodnej, zachowuje kąt między krzywymi na płaszczyźnie. W ten sposób równania Cauchy’ego-Riemanna są warunkiem konforemności (równokątności) funkcji.

### Różniczkowalność w sensie zespolonym
Równania Cauchy’ego-Riemanna są warunkiem koniecznym na różniczkowalność w sensie zespolonym (lub holomorficzność) funkcji. Załóżmy w szczególności, że
{\displaystyle f(z)=u(z)+iv(z)}
jest funkcją zmiennej zespolonej {\displaystyle z\in \mathbb {C} .} Wówczas pochodna {\displaystyle f} w punkcie {\displaystyle z_{0}} określona jest wzorem
{\displaystyle f'(z_{0})=\lim _{\underset {h\in \mathbb {C} }{h\to 0}}{\frac {f(z_{0}+h)-f(z_{0})}{h}}}
o ile granica ta istnieje.
Jeżeli granica istnieje, to może być ona obliczona przez wzięcie granicy przy {\displaystyle h\to 0} wzdłuż osi rzeczywistej lub urojonej (tzw. pochodna cząstkowa); w każdym z tych przypadków powinna ona dać ten sam wynik. Zbiegając wzdłuż osi rzeczywistej dostaje się
{\displaystyle \lim _{\underset {h\in \mathbb {R} }{h\to 0}}{\frac {f(z_{0}+h)-f(z_{0})}{h}}={\frac {\partial f}{\partial x}}(z_{0}).}
Z kolei zbiegając wzdłuż osi urojonej otrzymuje się
{\displaystyle \lim _{\underset {h\in \mathbb {R} }{h\to 0}}{\frac {f(z_{0}+ih)-f(z_{0})}{ih}}=\lim _{\underset {h\in \mathbb {R} }{h\to 0}}-i{\frac {f(z_{0}+ih)-f(z_{0})}{h}}=-i{\frac {\partial f}{\partial y}}(z_{0}).}
Równość pochodnej {\displaystyle f} obliczonej wzdłuż dwóch osi,
{\displaystyle {\frac {\partial f}{\partial x}}(z_{0})=-i{\frac {\partial f}{\partial y}}(z_{0}),}
to właśnie równania Cauchy’ego-Riemanna (2) w punkcie {\displaystyle z_{0}.}
Na odwrót, jeżeli {\displaystyle f\colon \mathbb {C} \to \mathbb {C} } jest funkcją różniczkowalną rozpatrywaną jako funkcja określona na {\displaystyle \mathbb {R} ^{2},} to {\displaystyle f} jest różniczkowalna w sensie zespolonym wtedy i tylko wtedy, gdy spełnione są równania Cauchy’ego-Riemanna.
Rzeczywiście, przyjmijmy za Rudinem, że {\displaystyle f} jest funkcją zespoloną określoną na zbiorze otwartym {\displaystyle \Omega \subseteq \mathbb {C} .} Założywszy, iż {\displaystyle z=x+iy} dla każdego {\displaystyle z\in \Omega } zbiór {\displaystyle \Omega } można postrzegać jako otwarty podzbiór {\displaystyle \mathbb {R} ^{2},} a {\displaystyle f} jako funkcję dwóch zmiennych rzeczywistych {\displaystyle x} oraz {\displaystyle y} odwzorowującą {\displaystyle \Omega \subseteq \mathbb {R} ^{2}} w {\displaystyle \mathbb {C} .} Dla ustalenia uwagi rozważmy równania Cauchy’ego-Riemanna w punkcie {\displaystyle z=0} przyjmując {\displaystyle f(z)=0,} dowód przebiega identycznie w przypadku ogólnym. Przyjmijmy więc, iż {\displaystyle f} jest różniczkowalna w punkcie {\displaystyle 0} jako funkcja dwóch zmiennych zbioru {\displaystyle \Omega } w {\displaystyle \mathbb {C} .} Jest to równoważne istnieniu takich dwóch liczb zespolonych {\displaystyle \alpha } oraz {\displaystyle \beta } (będących pochodnymi cząstkowymi {\displaystyle f}), że
{\displaystyle f(z)=\alpha x+\beta y+\eta (z)z,}
gdzie {\displaystyle z=x+iy} oraz {\displaystyle \eta (z)\to 0} przy założeniu {\displaystyle z\to z_{0}=0.} Ponieważ {\displaystyle z+{\bar {z}}=2x,} a {\displaystyle z-{\bar {z}}=2iy,} to powyższe równanie może być zapisane w postaci
{\displaystyle f(z)={\frac {\alpha -i\beta }{2}}z+{\frac {\alpha +i\beta }{2}}{\bar {z}}+\eta (z)z.}
Definiując dwie pochodne Wirtingera wzorami
{\displaystyle {\frac {\partial }{\partial z}}={\frac {1}{2}}\left({\frac {\partial }{\partial x}}-i{\frac {\partial }{\partial y}}\right),\qquad {\frac {\partial }{\partial {\bar {z}}}}={\frac {1}{2}}\left({\frac {\partial }{\partial x}}+i{\frac {\partial }{\partial y}}\right),}
powyższą równość można przedstawić jeszcze inaczej:
{\displaystyle {\frac {f(z)}{z}}=\left({\frac {\partial f}{\partial z}}\right)(0)+\left({\frac {\partial f}{\partial {\bar {z}}}}\right)(0)\cdot {\frac {\bar {z}}{z}}+\eta (z)\quad (z\neq 0).}
Dla rzeczywistych {\displaystyle z} jest {\displaystyle {\tfrac {\bar {z}}{z}}=1,} a dla urojonych {\displaystyle z} zachodzi {\displaystyle {\tfrac {\bar {z}}{z}}=-1,} stąd {\displaystyle {\tfrac {f(z)}{z}}} ma granicę w zerze (tzn. {\displaystyle f} jest różniczkowalna w sensie zespolonym w zerze) wtedy i tylko wtedy, gdy {\displaystyle {\tfrac {\partial f}{\partial {\bar {z}}}}(0)=0.} Warunek ten to ni mniej ni więcej równania Cauchy’ego-Riemanna, dlatego też {\displaystyle f} jest holomorficzna w zerze wtedy i tylko wtedy, gdy równania Cauchy’ego-Riemanna są spełnione w zerze.

### Niezależność sprzężenia zespolonego
Powyższy dowód sugeruje inną interpretację równań Cauchy’ego-Riemanna. Sprzężenie zespolone {\displaystyle z,} oznaczane {\displaystyle {\bar {z}},} definiuje się wzorem
{\displaystyle {\overline {x+iy}}:=x-iy}
dla {\displaystyle x,y} rzeczywistych. Równania Cauchy’ego-Riemanna mogą być wówczas zapisane za pomocą pojedynczego równania
{\displaystyle \mathrm {(3)} \qquad {\frac {\partial f}{\partial {\bar {z}}}}=0,}
gdzie operator różniczkowy {\displaystyle {\frac {\partial }{\partial {\bar {z}}}}} określony jest wzorem
{\displaystyle {\frac {\partial }{\partial {\bar {z}}}}={\frac {1}{2}}\left({\frac {\partial }{\partial x}}+i{\frac {\partial }{\partial y}}\right).}
W tej postaci równania Cauchy’ego-Riemanna mogą być interpretowane jako twierdzenie, iż {\displaystyle f} jest niezależna od zmiennej {\displaystyle {\bar {z}}.} W ten sposób funkcje holomorficzne można uważać za prawdziwe funkcje jednej zmiennej zespolonej, nie zaś funkcje zespolone dwóch zmiennych rzeczywistych.
Równie dobrze można zastanawiać się nad funkcjami, które są zależne wyłącznie od {\displaystyle {\bar {z}}.} Tego typu funkcje nazywa się funkcjami antyholomorficznymi. Formalnie można je scharakteryzować jako te funkcje {\displaystyle f,} dla których zachodzi
{\displaystyle {\frac {\partial f}{\partial z}}=0,}
gdzie operator {\displaystyle {\frac {\partial }{\partial z}}} dany jest wzorem
{\displaystyle {\frac {\partial }{\partial z}}={\frac {1}{2}}\left({\frac {\partial }{\partial x}}-i{\frac {\partial }{\partial y}}\right).}

### Interpretacja fizyczna
Jedna z interpretacji równań Cauchy’ego-Riemanna nie wykorzystuje bezpośrednio zmiennych zespolonych. Niech {\displaystyle u} i {\displaystyle v} spełniają równania Cauchy’ego-Riemanna na otwartym podzbiorze {\displaystyle \mathbb {R} ^{2}} oraz dane będzie pole wektorowe
{\displaystyle {\bar {f}}={\begin{bmatrix}\;\;u\\-v\end{bmatrix}}}
rozpatrywane jako wektor o dwu współrzędnych (rzeczywistych). Wówczas pierwsze równanie Cauchy’ego-Riemanna (1a) zapewnia, że {\displaystyle {\bar {f}}} jest konserwatywne (bezwirowe, czyli o zerowej rotacji):
{\displaystyle {\frac {\partial v}{\partial x}}-{\frac {\partial u}{\partial y}}=0.}
Drugie równanie Cauchy’ego-Riemanna (1b) zapewnia, że pole wektorowe jest solenoidalne (bezźródłowe, tzn. o zerowej dywergencji):
{\displaystyle {\frac {\partial u}{\partial x}}+{\frac {\partial v}{\partial y}}=0.}
Zgodnie z twierdzeniem Greena i twierdzeniem Ostrogradskiego-Gaussa takie pole musi być zachowane oraz wolne od źródeł czy ujść, mając przy tym przepływ netto równy zero poprzez jakikolwiek obszar otwarty (te dwie obserwacje łączą się jako części rzeczywista i urojona w twierdzeniu całkowym Cauchy’ego). W dynamice płynów takie pole wektorowe ma przepływ potencjalny. W magnetostatyce pola tego typu modelują statyczne pola magnetyczne na części płaszczyzny, która nie zawiera prądu. W elektrostatyce modelują one statyczne pola elektryczne w części płaszczyzny, która nie zawiera ładunku elektrycznego.

### Inne reprezentacje
Inne reprezentacje równań Cauchy’ego-Riemanna powstają dzięki przedstawieniu ich w innych układach współrzędnych. Jeżeli (1a) i (1b) są spełnione dla różniczkowalnej w sposób ciągły pary funkcji {\displaystyle u} i {\displaystyle v,} to są również dla
{\displaystyle {\frac {\partial u}{\partial n}}={\frac {\partial v}{\partial s}},\quad {\frac {\partial v}{\partial n}}=-{\frac {\partial u}{\partial s}}}
w dowolnym układzie współrzędnych {\displaystyle {\big (}n(x,y),s(x,y){\big )},} w którym para {\displaystyle (\nabla n,\nabla s)} jest ortonormalna i dodatnio zorientowana. Zatem w szczególności, w układzie współrzędnych danym przez przedstawienie biegunowe {\displaystyle z=re^{i\theta }} równania przyjmują postać
{\displaystyle {\frac {\partial u}{\partial r}}={\frac {1}{r}}{\frac {\partial v}{\partial \theta }},\quad {\frac {\partial v}{\partial r}}=-{\frac {1}{r}}{\frac {\partial u}{\partial \theta }}.}
Połączenie ich w jedno równanie na {\displaystyle f} daje
{\displaystyle {\frac {\partial f}{\partial r}}={\frac {1}{ir}}{\frac {\partial f}{\partial \theta }}.}

## Równania niejednorodne
Niejednorodne równania Cauchy’ego-Riemanna składają się z dwóch równań na parę nieznanych funkcji {\displaystyle u(x,y)} oraz {\displaystyle v(x,y)} dwóch zmiennych rzeczywistych
{\displaystyle {\frac {\partial u}{\partial x}}-{\frac {\partial v}{\partial y}}=\alpha (x,y)}
{\displaystyle {\frac {\partial u}{\partial y}}+{\frac {\partial v}{\partial x}}=\beta (x,y)}
dla pewnych danych funkcji {\displaystyle \alpha (x,y)} i {\displaystyle \beta (x,y)} określonych na otwartym podzbiorze {\displaystyle \mathbb {R} ^{2}.} Równania te zwykle są łączone w jedno równanie
{\displaystyle {\frac {\partial f}{\partial {\bar {z}}}}=\phi (z,{\bar {z}}),}
gdzie {\displaystyle f=u+iv} i {\displaystyle \phi ={\tfrac {\alpha +i\beta }{2}}.}
Jeżeli {\displaystyle \phi } jest klasy {\displaystyle C^{k},} to równanie niejednorodne ma jednoznaczne rozwiązanie na dowolnym ograniczonym obszarze {\displaystyle D,} o ile {\displaystyle \phi } jest ciągła na domknięciu {\displaystyle D.} Rzeczywiście, ze wzoru całkowego Cauchy’ego,
{\displaystyle f(\zeta ,{\bar {\zeta }})={\frac {1}{2\pi i}}\iint _{D}\phi (z,{\bar {z}}){\frac {dz\wedge d{\bar {z}}}{z-\zeta }}}
dla dowolnego {\displaystyle \zeta \in D.}

## Uogólnienia

### Twierdzenie Goursata i jego uogólnienia
Niech {\displaystyle f=u+iv} będzie funkcja o wartościach zespolonych różniczkowalną jako funkcja {\displaystyle f\colon \mathbb {R} ^{2}\to \mathbb {R} ^{2}.} Wtedy twierdzenie Goursata zapewnia, że {\displaystyle f} jest analityczna na dowolnym obszarze {\displaystyle \Omega \subseteq \mathbb {C} } wtedy i tylko wtedy, gdy spełnia równania Cauchy’ego-Riemanna na tym obszarze. W szczególności założenie o różniczkowalności w sposób ciągły funkcji {\displaystyle f} może być pominięte.
Założenia twierdzenia Goursata mogą być osłabione w większym stopniu. Jeżeli {\displaystyle f=u+iv} jest ciągła na zbiorze otwartym {\displaystyle \Omega ,} istnieją tam jej pochodne cząstkowe względem {\displaystyle x} oraz {\displaystyle y} przy czym są spełnione równania Cauchy’ego-Riemanna, to {\displaystyle f} jest holomorficzna (a więc analityczna). Wynik ten znany jest jako twierdzenie Loomana–Menchoffa.
Założenie, że {\displaystyle f} spełnia równania Cauchy’ego-Riemanna na obszarze {\displaystyle \Omega } jest kluczowe. Możliwe jest skonstruowanie funkcji ciągłej spełniającej równania Cauchy’ego-Riemanna w pewnym punkcie, która nie jest w nim analityczna (np. {\displaystyle f(z)={\tfrac {z^{5}}{|z|^{4}}}}). Podobnie wymagane jest pewne dodatkowe założenie oprócz równań Cauchy’ego-Riemanna (takie jak ciągłość), co ilustruje następujący przykład funkcji
{\displaystyle f(z)={\begin{cases}\exp(-z^{-4}),&{\mbox{ dla }}z\neq 0\\0,&{\mbox{ dla }}z=0,\end{cases}}}
która spełnia wszędzie równania Cauchy’ego-Riemanna, ale nie jest ciągła w {\displaystyle z=0.}
Mimo to, jeśli funkcja spełnia równania Cauchy’ego-Riemanna na zbiorze otwartym w słabym sensie, to wtedy funkcja jest analityczna. Dokładnej:
jeżeli {\displaystyle f(z)} jest lokalnie całkowalna w obszarze {\displaystyle \Omega \subseteq \mathbb {C} } i spełnia słabo równania Cauchy’ego-Riemanna, to {\displaystyle f} pokrywa się z funkcją analityczną prawie wszędzie na {\displaystyle \Omega .}

### Funkcje kilku zmiennych
Równania Cauchy’ego-Riemanna, odpowiednio uogólnione, istnieją również w teorii funkcji kilku zmiennych zespolonych. Tworzą one znaczący układ nadokreślony równań różniczkowych cząstkowych. Jak to jest często formułuje, operator d-kreska
{\displaystyle {\bar {\partial }}}
anihiluje funkcje holomorficzne. Uogólnia to bezpośrednio sformułowanie
{\displaystyle {\frac {\partial f}{\partial {\bar {z}}}}=0,}
gdzie:
{\displaystyle {\frac {\partial f}{\partial {\bar {z}}}}={\frac {1}{2}}\left({\frac {\partial f}{\partial x}}+i{\frac {\partial f}{\partial y}}\right).}

### Transformacja Bäcklunda
Równania Cauchy’ego-Riemanna, jako „funkcje harmoniczne sprzężone” – dwa równania różniczkowe cząstkowe i przekształcenie je łączące – są liniowym, a przez to jednym z najprostszych przykładów przekształcenia Bäcklunda. Bardziej złożone, ogólnie nieliniowe transformacje Bäcklunda, takie jak równanie sinus-Gordona są obiektami zainteresowań teorii solitonów i układów całkowalnych.